# Neocorodes amnesta
Neocorodes amnesta är en fjärilsart som beskrevs av Edward Meyrick 1923. Neocorodes amnesta ingår i släktet Neocorodes och familjen Lecithoceridae. Inga underarter finns listade i Catalogue of Life.